# Kościół Matki Bożej z Montserrat w Rzymie
Kościół Matki Bożej z Montserrat (wł. Chiesa di Santa Maria in Monserrato degli Spagnoli) – rzymskokatolicki kościół tytularny w Rzymie. 
Świątynia ta jest kościołem rektoralnym parafii San Lorenzo in Damaso oraz kościołem tytularnym. Jest również rzymskim kościołem narodowym Hiszpanów.

## Lokalizacja
Kościół znajduje się w VII Rione Rzymu – Regola przy Via Giulia 151. Wejście główne jest od strony Via di Montserrat.

## Historia
Początki kościoła wiążą się z małym kościołem Sant'Andrea de' Azanesi, który znajdował się na rogu obecnej Via di Monserrato (nazywanej wówczas Via Arenula) i Via della Barchetta. Po raz pierwszy wspomniano o nim w dokumencie z 1186 roku. Obecny kościół został ufundowany przez emigrantów z Katalonii. Pierwsze hospicjum zostało tutaj założone przez pochodzącą z Barcelony Jacobę Ferrándiz, która  w 1354 roku, za zgodą papieża Innocentego VI, przejęła stary kościół. Powstała instytucja została dedykowana św. Mikołajowi, w związku z czym nazywano ją San Niccolò dei Catalani. W późniejszym czasie postanowiono zbudować nowy okazalszy kościół dedykowany Matce Bożej z Montserrat. Budowa świątyni, której patronował papież Aleksander VI, rozpoczęła się od wmurowania kamienia węgielnego w 1518 roku. Autorem projektu był Antonio Sangallo Młodszy. Po jego śmierci w 1546 roku kierownictwo nad budową przejął Bernardino Valperga. Francesco Capriani da Volterra zajmował się budową pierwszej kondygnacji fasady, przy czym jej prawą połowę wykonano między 1582 a 1584 rokiem, natomiast lewą połowę ukończono w 1593 roku. Następnie prace zostały przerwane, chociaż fasada nie była ukończona. Ołtarz główny został poświęcony w 1594 roku, a sklepienie nawy zostało powstało w 1598 roku. W XVII wieku przebudowano apsydę, a w 1675 roku Giovan Battista Contini wykonał nowy ołtarz główny. W latach 1818–1821 kościół przeszedł gruntowną renowację pod kierunkiem Pietro Camporese, nowy ołtarz główny został poświęcony w 1822 roku. Hiszpanie mieli w Rzymie jeszcze drugi kościół San Giacomo degli Spagnoli (obecnie pod wezwaniem Matki Bożej Najświętszego Serca), który porzucili w pierwszej połowie XIX wieku w związku z jego złym stanem, natomiast część jego wyposażenia została przeniesiona do kościoła Matki Bożej z Montserrat. W 1926 roku ukończono drugą kondygnację fasady pod kierunkiem Salvatore Rebecchini według projektu Giuseppe  Sardi.

## Architektura i sztuka
Kościół wzniesiono z cegły. Ma on jedną nawę i półkolistą apsydę.
Fasada
Fasada jest dwukondygnacyjna. Ponieważ dolna kondygnacja powstała w XVI wieku, a górna w XX wieku, różnią się one od siebie odcieniem. Pierwsza kondygnacja ma sześć pilastrów korynckich podtrzymującyche belkowanie z pustym fryzem. Gzyms zdobią  ząbki oraz modyliony przeplatane rozetami. Pomiędzy pilastrami znajdują się puste nisze zwieńczone trójkątnymi frontonami zawierającymi skrzydlate głowy puttów. Pojedyncze drzwi flankuje para kolumn kompozytowych, podtrzymujących parę skośnie ustawionych słupków, pomiędzy którymi umieszczono rzeźbę przedstawiającą Madonnę z Dzieciątkiem siedzącą wśród skał. Dzieciątko trzyma metalową piłę, której używa na jednej ze skał (jest to związane z grą słów – mont serrat w języku katalońskim oznacza ząbkowaną lub spiłowaną górę). Dekoracja ta stanowi uzupełnienie oryginalnego projektu, zaproponowane przez Tommaso de Marchisa w 1726 roku. Rzeźba jest dziełem Carlo Mondaldiego z 1731 roku. Druga kondygnacja fasady ma cztery pilastry kompozytowe podtrzymujące trójkątny fronton z modylionami i rozetami podobnymi do gzymsu pierwszej kondygnacji. Pośrodku znajduje się duże prostokątne okno, a pomiędzy pilastrami są duże płytkie prostokątne wgłębienia.
Wnętrze kościoła
Po obu stronach nawy znajdują się po trzy kaplice boczne, do których prowadzą duże łuki. Pomiędzy łukami są gigantyczne pilastry kompozytowe wspierające belkowanie okalające wnętrze. W apsydzie są cztery podobne pilastry, natomiast pomiędzy nawą a prezbiterium znajduje się para filarów w tym samym stylu. Nad łukami prowadzącymi do środkowych kaplic bocznych znajduje się para fresków: po prawej stronie Wniebowzięcie Matki Bożej autorstwa Francesco Nappi, a po lewej Koronacja Maryi, dzieło Giovanniego Battisty Ricci. W bocznych ścianach nawy przed prezbiterium z obu stron znajdują się drzwi. Powyżej są nisze z posągami z drugiej połowy XVIII wieku autorstwa Juana Adána, które przedstawiają św. Elżbietę Aragońską i św. Piotra Arbuésa.
Obecne wyposażenie prezbiterium pochodzi z początku XIX wieku. Obraz ołtarza głównego przedstawia Ukrzyżowanie, jest to dzieło autorstwa Girolamo Siciolante da Sermoneta.

### Kaplice boczne
Kaplice boczne są identyczne pod względem architektonicznym, każda z nich ma małą kopułę z pendentywami.
Kaplica św. Dydaka z Alkali
Pierwsza kaplica po prawej stronie dedykowana jest św. Dydakowi z Alkali. Przed XIX wiekiem była poświęcona świętym Mikołajowi i Filipowi. W ołtarzu znajduje się obraz autorstwa Annibale Carracci przedstawiający św. Dydaka. Malowidło to zostało przeniesione z kościoła San Giacomo degli Spagnoli. W prawej ścianie kaplicy znajduje się grobowiec papieży pochodzących z rodu Borgiów Kaliksta III i Aleksandra VI, których szczątki przeniesiono tutaj z bazyliki św. Piotra. Pomnik tych papieży został wzniesiony dopiero w 1889 roku i jest dziełem Felipe Moratilli. Poniżej znajduje się tablica nagrobna króla Hiszpanii Alfonsa XIII, który zmarł na wygnaniu w Rzymie w 1941 roku. Jego szczątki były tu pochowane aż do czasu, gdy przeniesiono je do nekropolii hiszpańskiej rodziny królewskiej w Escorialu w 1980 roku.
Kaplica Zwiastowania
Druga kaplica po prawej stronie jest poświęcona Zwiastowaniu. Kaplica ta została wyposażona w 1624 roku. Malowidła w niej wykonał Francesco Nappi. Obraz ołtarzowy przedstawia Zwiastowanie, natomiast obrazy na ścianach bocznych przedstawiają Narodzenie Maryi i Wniebowzięcie. Na pilastrach i łuku wejściowym znajdują się wizerunki proroków i symbole maryjne. W pendentywach są putta trzymające kolejne symbole maryjne, natomiast w kopule znajduje się wizerunek św. Cecilii.
Kaplica Nuestra Señora del Pilar
Trzecia kaplica po prawej stronie dedykowana została Nuestra Señora del Pilar, która jest patronką Hiszpanii i krajów hiszpańskojęzycznych. Obraz ołtarzowy autorstwa Francisco Preciado de la Vega przedstawia Nuestra Señora del Pilar, której cześć oddają św. Jakub Większy Apostoł i Wincenty Ferreriusz. Na lewej ścianie znajduje się Triumf Niepokalanego Poczęcia z 1663 roku autorstwa Luigiego Primo, natomiast na prawej Wniebowzięcie Francesco di Città di Castello. Oba te obrazy pochodzą z kościoła San Giacomo degli Spagnoli.
Kaplica św. Anny
Pierwsza kaplica po lewej stronie dawniej była poświęcona św. Eulalii, patronce Barcelony. W ołtarzu znajdował się jej wizerunek autorstwa Vicente Palmaroli. W 1821 roku został on zastąpiony marmurową rzeźbą przedstawiającą Maryję z Dzieciątkiem i św. Anną, wykonaną przez Tommaso Boscoli w 1544 roku, która została przeniesiona tutaj z kościoła San Giacomo degli Spagnoli. Z tego kościoła również pochodzi rzeźbiona marmurowa ambra z ostatniej ćwierci XV wieku, przedstawiająca Chrzest Jezusa pomiędzy dwoma aniołami, obecnie umieszczona na prawym pilastrze.
Kaplica Matki Bożej z Montserrat
Druga kaplica po lewej stronie dedykowana została Matce Bożej z Montserrat. W ołtarzu znajduje się drewniana kopia rzeźby Matki Bożej z Montserrat, która została podarowana przez opactwo w Montserrat w 1950 roku, jest ona dziełem Manuela Martí Cabrera. Panele freskowe są autorstwa Giovanniego Battisty Ricci. Na prawej ścianie znajduje się Podróż św. Rajmunda z Penyafortu i Święta Góra Montserrat po lewej. W pendentywach umieszczono wizerunki Ewangelistów, cztery panele kopułowe przedstawiają proroków i Sybille z Chrystusem w chwale w centrum, na łuku wejściowym są małe sceny z życia Matki Bożej.
Kaplica św. Jakuba Większego
Trzecia kaplica po lewej stronie dawniej dedykowana była Ukrzyżowaniu. Dedykacja została zmieniona po XIX-wiecznej restauracji na św. Jakuba, apostoła Hiszpanii. W ołtarzu znajduje się statua przedstawiająca św. Jakuba, jest to dzieło autorstwa Jacopo Sansovino, została ona tutaj umieszczona w 1882 roku, wcześniej była w kościele San Giacomo degli Spagnoli, gdzie obecnie znajduje się jej kopia.

## Kardynałowie prezbiterzy
Kościół Matki Bożej z Montserrat jest jednym z kościołów tytularnych nadawanych kardynałom-prezbiterom (Titulus Sanctae Mariae Hispanorum in Monte Serrato). Tytuł ten został ustanowiony 21 października 2003 roku przez papieża Jana Pawła II.
- Carlos Amigo Vallejo OFM (2003-2022)
- José Cobo Cano (2023-)